# Britse koloniën in Afrika

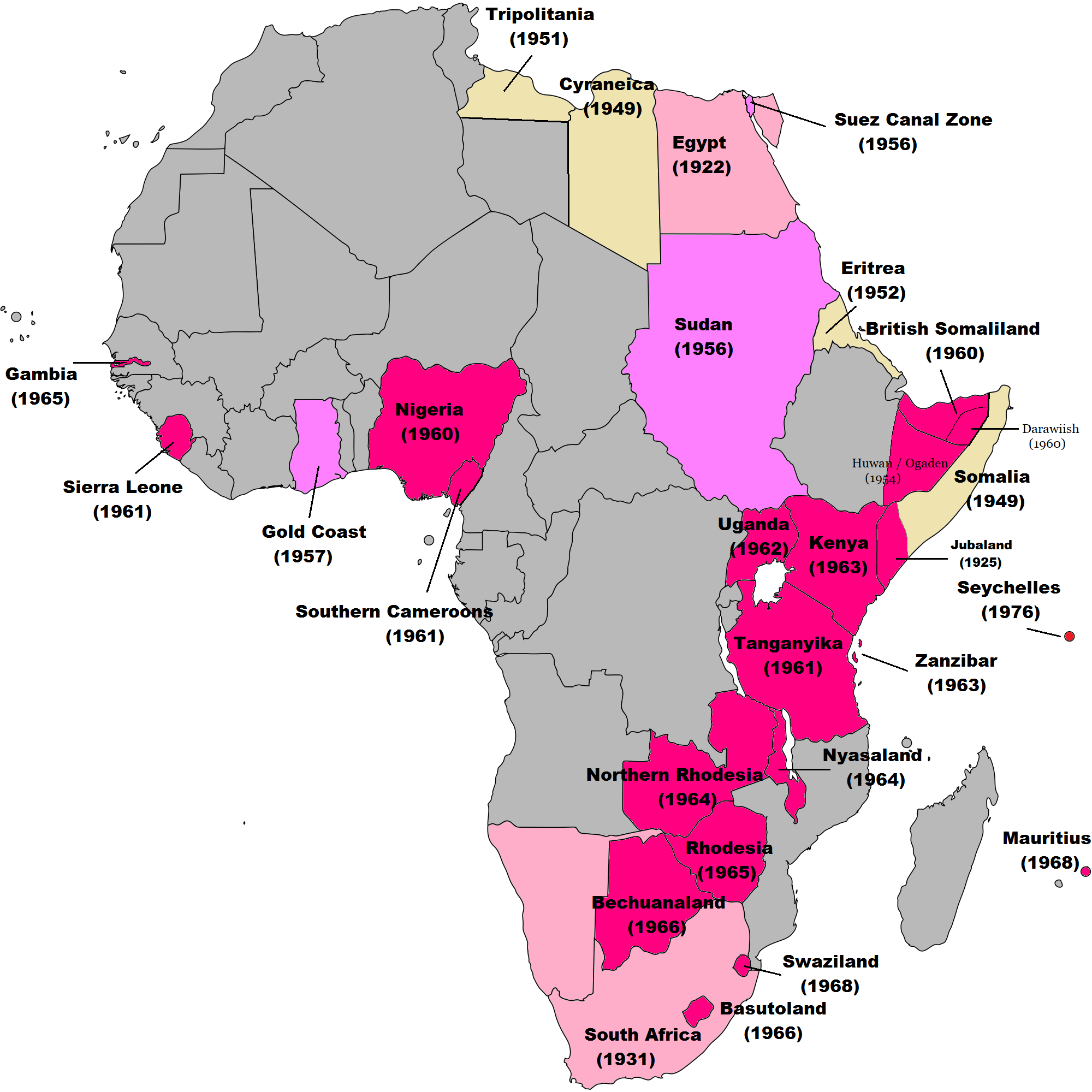
Alle gebieden in Afrika die ooit onder Brits gezag vielen.

Britse koloniën in Afrika verwijst naar voormalige Britse koloniën of naar de gebieden die nog steeds Brits bezit zijn.
Voormalige Britse gebieden in Afrika:
- Anglo-Egyptisch Soedan (thans Soedan en Zuid-Soedan)
- Beetsjoeanaland (thans Botswana)
- Brits-Somaliland (thans de jure deel van Somalië, de facto onafhankelijk als Somaliland)
- Brits-Togoland (thans van Ghana)
- Brits-Kameroen (thans deel van Kameroen en Nigeria)
- Britse Goudkust (thans Ghana)
- Egypte
- Kenia
- Mauritius
- Nigeria
- Gambia
- Seychellen
- Noord-Rhodesië (thans Zambia)
- Nyasaland (thans Malawi)
- Oeganda
- Sierra Leone
- Swaziland
- Tanganyika en Zanzibar (thans Tanzania)
- Unie van Zuid-Afrika - inclusief Lesotho
- Zuid-Rhodesië (thans Zimbabwe)
- Zuidwest-Afrika (thans Namibië)

Huidige Britse gebieden in Afrika:
- Ascension
- Sint-Helena
- Tristan da Cunha